# اورتون کوستا
اورتون کوستا (به پرتغالی: Everton Santos da Costa) مهاجم اهل برزیل است که در شهر پونتا گروسا و در تاریخ ۶ ژانویهٔ ۱۹۸۶ به دنیا آمده‌است.
اورتون کوستا در تیم‌های فوتبال Adap Galo Maringá سابقهٔ حضور دارد.